# Paracloeodes charrua
Paracloeodes charrua is een haft uit de familie Baetidae. De wetenschappelijke naam van de soort is voor het eerst geldig gepubliceerd in 2009 door Emmerich & Nieto.
De soort komt voor in het Neotropisch gebied.